# Kazuo Yamazaki
Kazuo Yamazaki (山崎一夫 Yamazaki Kazuo?) (15 de agosto de 1962) es un luchador profesional retirado japonés, conocido sobre todo por su trabajo en Universal Wrestling Federation y Union of Wrestling Forces International.

## Carrera
Admirador de Tatsumi Fujinami, Yamazaki se había interesado por la lucha libre profesional desde su estancia en la escuela superior, donde había practicado lucha amateur y judo. Por ello, se unió al dōjō de New Japan Pro Wrestling en cuanto pudo graduarse.

### New Japan Pro Wrestling (1981-1984)
En 1982, Yamazaki debutó contra Black Cat, siendo derrotado. A partir de ese momento, como era costumbre entre los aprendices de NJPW, Kazuo compitió en numerosas luchas contra otros novatos, entre los que se hallaban Nobuhiko Takada y Makoto Arakawa. Sus luchas con Takada fueron especialmente destacads, y TV Asahi llegó a televisar una de ellas, algo insólito entre principiantes.
Mientras entrenaba en NJPW, Yamazaki fue asignado como tsukebito o asistente personal de Satoru Sayama, y cuando este abandonó New Japan en 1983, Kazuo le siguió, uniéndose a su Tiger Gym como instructor.

### Universal Wrestling Federation (1984-1988)
Pocos meses después de que Universal Wrestling Federation fuera formada, Sayama volvió de su retiro y Yamazaki le siguió, pasando los dos a formar parte de la nueva empresa. Yamazaki permaneció en ella incluso después de la ida de Sayama al año siguiente.

### UWF Newborn (1988-1990)
En mayo de 1988, UWF Newborn fue abierta, con la mayoría de los miembros de UWF en sus filas. Yamazaki abrió la lucha principal del primer evento, enfrentándose a Akira Maeda. Esto pareció asegurarle un puesto elevado en la lista, pero después del debut de Masakatsu Funaki, éste comenzó a ascender, y acabó arrebatando a Yamazaki su nicho.
A pesar de la popularidad de la promoción, diferencias entre sus miembros causaron su disensión en 1990.

### Union of Wrestling Forces International (1991-1995)
En 1991, gran parte del personal de UWF Newborn fundó Union of Wrestling Forces International. Yamazaki estaba entre ellos, y con el tiempo escaló entre sus miembros hasta convertirse en la segunda mayor estrella, solo por debajo de Nobuhiko Takada. Yamazaki tuvo numerosas luchas de alto nivel, y fue aspirante al título de la empresa, pero nunca lo consiguió. En 1995, descontento con su poco éxito, Yamazaki abandonó la empresa.

### New Japan Pro Wrestling (1995-presente)
Yamazaki volvió a New Japan Pro Wrestling en calidad de freelancer en 1995, luchando contra Tatsutoshi Goto. Por esas mismas fechas, NJPW y Union of Wrestling Forces International se hallaban realizando eventos conjuntos que enfrentaban a luchadores de una empresa con los de otra, pero Yamazaki fue asignado a instructor del dojo y no tuvo mucho que ver con las luchas de sus antiguos colegas, dedicándose principalmente a enseñar shoot wrestling a los estudiantes. Entre estos que se hallaban Tokimitsu Ishizawa, Yuji Nagata y Koji Kanemoto. En 1996, pasó a ser un miembro oficial del personal de New Japan.
En 2000, Yamazaki se vio obligado a retirarse de la lucha libre por problemas de salud pulmonar, teniendo su lucha de retiro contra Nagata. A pesar de ello, continuó en NJPW como comentarista, y en 2005 volvió a ser instaurado como instructor.

## En lucha
- Movimientos finales
  - Cross armbar[1]
  - Cross kneelock[1]
  - High-speed roundhouse kick a la cabeza del oponente[2]

- Movimientos de firma
  - Tiger Driver[1] (Front chancery DDT) - adoptado de Satoru Sayama
  - Ankle lock
  - Belly to belly suplex[2]
  - Brainbuster[1]
  - Bridging German suplex[1]
  - Dragon screw
  - Dropkick
  - Enzuigiri
  - Heel hook
  - Múltiples palm strikes
  - Múltiples stiff roundhouse kicks al torso del oponente
  - Spinning heel kick

## Campeonatos y logros
- New Japan Pro Wrestling
  - IWGP Tag Team Championship (3 veces) - con Yoshiaki Fujiwara (1), Takashi Iizuka (1) y Kensuke Sasaki (1)
  - G1 Climax Special Tag Team Tournament (1997) - con Kensuke Sasaki

- Universal Wrestling Federation
  - Kakuto Nettai Road Tournament - B League (1985)

- Pro Wrestling Illustrated
  - Situado en el N°92 en los PWI 500 de 1997[5]

- Wrestling Observer Newsletter
  - Lucha de 5 estrellas (1984) contra Nobuhiko Takada el 5 de diciembre